# Josh Thomas
Joshua Michael "Josh" Thomas (Blackwater, Queensland, Australia, 26 de mayo de 1987) es un comediante australiano, actor y escritor con residencia en Melbourne. En el 2005, a la edad de 17 años, se convirtió en la persona más joven en ganar el Festival Internacional de Comedia de Melbourne. Actualmente se presenta como el capitán de Generación Y en el show Talkin' 'Bout Your Generation de Network Ten.
También ha escrito y protagoniza la serie Please Like Me de ABC2.

## Inicios
Thomas nació en Queensland. Vivió en Chapel Hill y en Westlake y asistió a la secundaria Kenmore, graduándose en 2004. Estudió una licenciatura en Industrias Creativas, se especializó en televisión en la Queensland University of Technology, pero se retiró de la especialización un año después.

## Carrera
En 2005 a la edad de 17 años, Josh Thomas se convirtió en la persona más joven en haber ganado el Festival Internacional de Comedia de Melbourne, Llegó a las finales de So You Think You're Funny en el Edinburgh Festival Fringe. El siguiente año, fue elegido para presentarse en The Comedy Zone, un programa de los comediantes más destacados y prometedores de Australia presentados por el Festival Internacional de Comedia de Melbourne. En el 2007 el primer programa televisivo de Thomas "Please Like Me" debutó en el festival, donde recibió el premio al mejor programa próximo a estrenarse. Ha tenido presentaciones nacionales e internacionales, apareciendo en los festivales de comedia de Edinburgo y Montreal. En 2010, Josh hizo una gira de su show acerca de salir del armario llamado 'Sorpresa', llevándolo al Adelaide Fringe, el festival de comedia de Brisbane y el festival internacional de comedia de Melbourne. y continuó su gira en el 2011 en diferentes locaciones.

### Podcast
Thomas tiene un pódcast llamado Josh Thomas and Friend, disponible en iTunes. En él se presenta Josh y sus amigos comediantes Melinda Buttle y Tom Ward.
En noviembre del 2009 una segunda serie del podcast fue lanzada en iTunes, y la primera serie fue borrada. La tercera serie fue lanzada en el 2011 y se borró la segunda serie también.

### Magazines
Ha escrito artículos para la popular revista adolescente Girlfriend.

### Newspaper Op Ed
Thomas publicó una columna de opinión en el periódicoThe Age en el año 2010.

### Televisión
Thomas ha tenido participaciones especiales en programas de la televisión australianos, tales como The Sideshow, Stand Up Australia, Ready Steady Cook, Good News Week, Rove Live , Celebrity Splash y The Project.
En el año 2009, Thomas se convirtió de forma regular en el capitán del equipo Generation Y en Talkin' 'bout Your Generation del canal de televisión Network Ten. También compitió en Celebrity MasterChef Australia, pero perdió en el primer encuentro ante Kirk Pengilly de INXS.
En marzo del año 2011, Thomas fue el anfitrión del evento de gala del Festival Internacional de Comedia de Melbourne 2011, que se celebra anualmente en apoyo de Oxfam.
En febrero de 2013, la serie de televisión Please Like Me, escrita por Thomas, debutó en ABC2. La serie inicial de seis capítulos se basa en sus espectáculos de comedia y está protagonizada por Thomas como él mismo.

## Vida personal
Thomas se declaró ateo en 2009, durante la temporada final de Good News Week.
En noviembre del 2009, confirmó vía podcast que estaba en una relación con el presentador de la radio Triple J, Tom Ballard. Se separaron en junio del 2010 después de 16 meses de relación, y Ballard publicó en su Facebook: "Josh y yo ya no estamos saliendo. Es algo complicado, pero básicamente yo decidí que necesitaba seguir mi corazón y casarme con Mitch Hewer, Zac Efron, Daniel Radcliffe y Eamon Sullivan. Aun somos amigos y todo esta bien."
En 2010, Thomas fue elegido por los lectores de samesame.com.au como uno de los 25 gais australianos más influyentes.
Josh tiene una hermana mayor, Nikki, y un hermano mayor, Drew, quienes aparecieron en un episodio de Talkin 'Bout Your Generation el 15 de agosto de 2010.